# Omosoma
Omosoma is een geslacht van uitgestorven straalvinnige beenvissen, behorend tot de orde Polymixiiformes.
De typesoort Omosoma sahelalmae werd in 1855 benoemd door Oronzio Gabriele Costa. De geslachtsnaam betekent 'symmetrisch lichaam'. De soortaanduiding verwijst naar de vindplaats sah-el-alma in het Libanongebergte en werd oorspronkelijk geschreven als sah-el-almae.
Het lichaam is ongeveer acht centimeter lang. Het profiel van het lichaam is ovaal, de kop is kort en de achterhoofdskam is goed ontwikkeld. Deze kleine visjes worden vaak aangetroffen in het spijsverteringskanaal van grotere fossiele vissen.
Omosoma intermedium werd in 1901 benoemd door Arthur Smith Woodward.
Andere soorten zijn Omosoma garretti Bardack 1976, Omosoma nimbella, Omosoma monasterii en Omosoma pulchellum. Omosomopsis simum is ook gezien als een Omosoma simum, Omosomopsis tselfatensis als een Omosoma tselfatensis.